# Gouvernement Mahamadou
VIIe République
Rafini II Zeine
Le gouvernement Ouhoumoudou Mahamadou est le gouvernement du Niger entre le 7 avril 2021 et le 26 juillet 2023.

## Formation

### Contexte
À la suite de l'élection présidentielle nigérienne de 2020-2021, le 2 avril 2021 Mohamed Bazoum charge Ouhoumoudou Mahamadou de constituer le nouveau gouvernement. Ouhoumoudou Mahamadou est un fidèle de la majorité au pouvoir puisqu'il était le directeur de cabinet de l'ancien président sortant, Mahamadou Issoufou.

### Réactions
L'opposition contestant le résultat de l'élection présidentielle, la nomination du gouvernement ne constitue pas un événement notable.

## Composition initiale du gouvernement au 7 avril 2021
Le gouvernement, présidé par le Premier ministre Ouhoumoudou Mahamadou, compte 33 ministères qui sont  :
- Ministère des Affaires étrangères et de la Coopération : Hassoumi Massoudou
- Ministère d'Etat à la présidence de la République : Rhissa Ag Boula (UDPS-Amana)
- Ministère de la Défense nationale : Alkassoum Indattou
- Ministère de l'Intérieur et de la Décentralisation : Alkache Alhada
- Ministère de la Formation professionnelle : Kassoum Mamane Moctar (CPR-Inganci)
- Ministère de l'Enseignement supérieur et de la Recherche : Mamoudou Djibo (MPR-Jamuhriya)
- Ministère de la Santé publique, de la Population et des Affaires sociales : Illiassou Idi Mainassara (MNSD-Nassara)
- Ministère des Mines : Ousseini Hadizatou Yacouba
- Ministère de la Poste et des Nouvelles technologies de l'information : Hassane Barazé Moussa (ANDP-Zaman Lahiya)
- Ministère des Transports : Oumarou Malam Alma (MNSD-Nassara)
- Ministère de l'Action humanitaire et de la Gestion des catastrophes : Laouan Magagi (ARD)
- Ministère de l'Élevage et porte-parole du gouvernement : Tidjani Idrissa Abdoulkadri (MNSD-Nassara)
- Ministère de l'Équipement : Hamadou Adamou Souley
- Ministère de la Justice et Garde des sceaux : Boubakar Hassan (MPR)
- Ministère de la Communication, chargé des Relations avec les institutions : Zada Mahamadou
- Ministère des Finances : Ahmat Jidoud
- Ministère du Commerce et de l'Industrie et de l'Entreprenariat des jeunes : Gado Sabo Moctar
- Ministère de l'Agriculture : Alambedji Abba Issa
- Ministère de l'Urbanisme, du Logement et de l'Assainissement : Maïzoumbou Laoual Amadou
- Ministère du Plan : Abdou Rabiou
- Ministère du Pétrole, de l'Énergie et des Énergies renouvelables : Sani Issoufou Mahamadou
- Ministère de la Culture, du Tourisme et de l'Artisanat : Mohamed Hamid
- Ministère de l'Aménagement du territoire et du Développement communautaire : Maman Ibrahim Mahaman
- Ministère de la Promotion de la femme et de la Protection de l'enfant : Allahoury Aminata Zourkaleini
- Ministère de l'Éducation nationale : Rabiou Ousman
- Ministère de l'Hydraulique : Adamou Mahaman
- Ministère de la Fonction publique et du Travail : Ataka Zaharatou Aboubacar (MPR)
- Ministère de l'environnement et de la lutte contre la désertification : Garama Saratou Rabiou Inoussa
- Ministère de l'Emploi et de la Protection sociale : Ibrahim Boukary
- Ministère de la Jeunesse et du Sport : Sekou Doro Adamou
- Ministère déléguée auprès du Ministère des Finances, chargée du Budget : Gourouza Magagi Salmou
- Ministère délégué auprès du Ministère de l'Intérieur et de la Décentralisation, chargé de la Décentralisation : Dardaou Zaneidou
- Ministère délégué auprès du Ministère d'État aux Affaires étrangères et de la Coopération, chargé de l'Intégration africaine : Youssouf Mohamed Almouctar

## Remaniement du 29 novembre 2021
Le 29 novembre 2021, le gouvernement est remanié. Alkache Alhada quitte le poste de ministre de l'Intérieur pour celui du Commerce. Il est remplacé par Hamadou Adamou Souley qui était jusqu'alors ministre de l'Équipement. Le ministre de la Justice Boubakar Hassan (MPR) est remplacé par Ikta Abdoulaye Mohamed (MPR) et la ministre de la Fonction publique Attaka Zaharatou (MPR) est remplacée par Hadiza Douara Kafougou (MPR).